# Come Go with Me
"Come Go With Me" è una canzone di CE Quick (Clarence Quick), un membro fondatore del gruppo di cantanti doo-wop americano The Del-Vikings. La canzone è stata originariamente registrata nell'ottobre 1956 come versione demo con altre 8 canzoni. Norman Wright era il cantante della canzone. Quando il gruppo firmò con la Fee Bee Records nel 1957, la canzone ri-registrata divenne un successo, raggiungendo il numero 5 della Billboard Hot 100 e fu la canzone con le classifiche più alte del gruppo. La canzone è stata successivamente inclusa nei film American Graffiti (1973), A cena con gli amici (1982), Stand by Me - Ricordo di un'estate (1986) e Joe contro il vulcano (1990). 
Si trova alla posizione 449 della lista delle 500 migliori canzoni della storia, redatta dalla rivista inglese Rolling Stone.

## Cover
- Dion fece una cover della canzone che venne inserita nel suo album del 1962, Lovers Who Wander, che l'anno successivo toccò il posto numero 48 della Billboard Hot 100.[3]
- I Beach Boys fecero una loro versione del pezzo per il loro disco del 1978, M.I.U. Album. Anche se non fu mai pubblicata come singolo al momento, venne ugualmente inclusa nella raccolta del 1981, Ten Years of Harmony. In questa sede stavolta fu lanciata sul mercato per promuovere la compilation, nel 45 giri Come Go with Me/Don't Go Near the Water, guadagnandosi nel gennaio 1982 la posizione numero 18 della Billboard Hot 100.[4]
- L'artista israeliano Danny Sanderson cantò a Hebrew un'interpretazione a cappella della composizione, che venne per l'occasione re-intitolata Bo'ee Motek/בואי מותק (Come, my Darling) che venne incisa nell'album del 1984 חף מפשע (Not Guilty), pubblicato dalla CBS International.
- The Fleetwoods includettero una loro cover della canzone sul loro album del 1959, Mr. Blue.
- Gli Sha-Na-Na suonarono il singolo dal vivo al Festival di Woodstock nell'estate del 1969.
- Kenny Loggins pubblicò una sua versione del pezzo in All Join In (2009).

### Riferimenti in altri media
- Nell'episodio del 1982 di Happy Days, "Who Gives A Hootennay?", Scott Baio e Erin Moran fecero una cover di Come Go With Me in stile folk.
- In una puntata del 1992 di Saved By the Bell, "Slater's Sister", la gang interpretò live la canzone al The Max sotto il nome di "The Five Aces".
- Nel 2007, il Liverpool Echo pubblicò una rivista di musica chiamata "Suono 08", al cui primo numero venne allegato un CD gratuito contenente una cover del brano eseguita dai The Coral.
- Nell'episodio "Party On!" della serie Suite Life On Deck, Sean Kingston cantò una versione hip-hop del singolo.[5]

## Curiosità
- Quando Paul McCartney incontrò per la prima volta John Lennon nel 1957, questi stava eseguendo Come Go With Me (alla quale cambiò leggermente il testo, inserendoci alcuni elementi tipicamente blues, come la frase "Down, down, down to the penitentiary", ripetuta nel ritornello) con la sua band the Quarrymen.